# Kifisia
Kifisia (gr. Κηφισιά) – miasto w Grecji, w administracji zdecentralizowanej Attyka, w regionie Attyka, w jednostce regionalnej Ateny-Sektor Północny. Siedziba gminy Kifisia. W 2011 roku liczyła 47 332 mieszkańców. Położone w granicach Wielkich Aten.
W mieście znajduje się przystanek końcowy zielonej linii metra ateńskiego. Na zachód od miasta płynie potok Kifisos zbierający wodę z pobliskich gór Parnitha i Penteli. Miasto jest popularnym wśród mieszkańców Aten, głównie młodzieży, miejscem spędzania czasu wolnego. Dysponuje licznymi multipleksem, kręgielnią, centrami handlowymi, restauracjami, dyskotekami itp. Dominuje elegancka zabudowa willowa.

## Historia

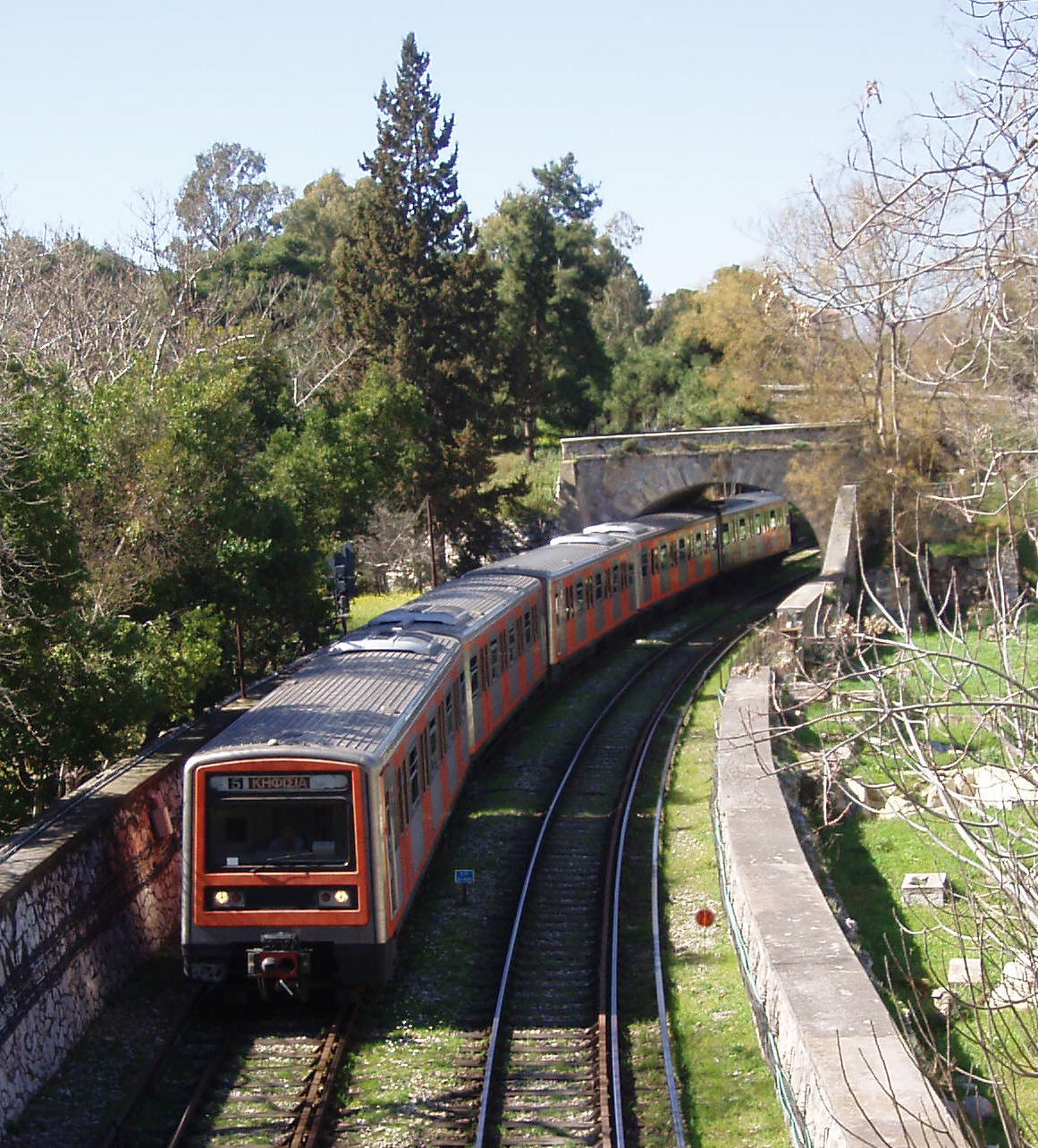
Pociąg metra Ateńskiego

W starożytności Kifisia była znana jako Ephesus należała do antycznej gminy Epicephesia. Miasto było też domem znanego greckiego poety, Menandra. Kifisia stała się słynna za czasów cesarza Hadriana kiedy Herod Attyk zbudował wille którą nazwał Villa Kifissia. Budynek ten służył jako szkoła filozofii dla uczniów pochodzących z Aten. W średniowieczu zbudowano w mieście kompleks klasztorny ale miasto zaczęło powoli podupadać.
Czasy okupacji tureckiej
Miasto podobnie jak cała Grecja znalazła się pod turecką niewolą. W tym czasie w mieście zmieniła się struktura wyznaniowa jak i etniczna. Dotychczas w pełni chrześcijańskie miasto zostało podzielone na chrześcijańskie i muzułmańskie. Do dziś przetrwało sporo kaplic oraz kilka niewielkich meczetów.
Odzyskanie niepodległości, okupacja niemiecka oraz czasy współczesne
Po odzyskaniu niepodległości miasto zaczęło się rozwijać oraz dokonano urbanizacji miasta. Oprócz tego mieszkańcy Aten budowali letnie domy w mieście oraz chętnie spędzali w nim swoje wakacje. W czasie II wojny światowej miasto zostało okupowane przez Niemców. Wraz z zakończeniem okupacji w 1944, miasto stało się kwaterą główną brytyjskiego RAF-u.
W 2007 roku okolice miasta dotknęła seria pożarów lasów. Do walki z żywiołem wysłano wszystkie ekipy strażackie wsparte samolotami pożarniczymi ostatecznie po kilkunastu godzinach walki z żywiołem pożar udało się opanować

## Zmiana populacji miasta[potrzebnyprzypis]
| Rok  | Populacja | Zmiana                     | Gęstość     |
| ---- | --------- | -------------------------- | ----------- |
| 1951 | 12,991    | –                          | 500.9/km²   |
| 1981 | 31,876    | +18,885 / +145.37% od 1951 | 1,229.0/km² |
| 1991 | 39,166    | +7,290 / +22.87%           | 1,510.0/km² |
| 2001 | 43,929    | +4,763 / +12.16%           | 1,693.7/km² |

## Znani ludzie związani z miastem
- Menander – grecki poeta
- Andreas Embirikos – grecki poeta i psychoanalityk